# 大谷友理
大谷 友理（おおたに ゆり、1993年10月4日 - ）は、日本のタレント、ファッションモデル。
東京都出身。元プラチナム・パスポート所属。東京ヤクルトスワローズのパフォーマーユニット『DDS』の元メンバー。後続ユニットの『Swallows Wings』にも参加していた。

## 出演

### テレビ番組
- ポンキッキーズ（フジテレビ系、2005年～2006年）シスターラビッツ・ユリ

### 雑誌
- ハナチュー　（主婦の友社、2007年）- 読者モデル

## リリース作品（シスターラビッツとして）

### CD
- ハッピーソング（2005年10月26日発売、avex io）

### DVD
- DANCE de RABBITS Vol.1～Vol.4（2006年1月25日発売） 
振付を担当したTRFのSAM、ETSU、CHIHARUと共演。